# تشارلي روبنسون (لاعب كرة قاعدة)
تشارلي روبنسون (بالإنجليزية: Charlie Robinson)‏ هو لاعب كرة قاعدة أمريكي، ولد في 27 يوليو 1856 في ويسترلي في الولايات المتحدة، وتوفي في 18 مايو 1913 في بروفيدنس في الولايات المتحدة.